# Joey Vera
Joey Vera (Los Angeles, Kalifornia, 1963. április 24. –) amerikai basszusgitáros, aki az Armored Saint heavy metal együttes tagjaként vált ismertté, illetve 1997 óta készít lemezeket és koncertezik a progresszív metal egyik meghatározó zenekarával, a Fates Warninggal. Vera emellett számtalan együttessel dolgozott session zenészként illetve hangmérnökként.
Joey Vera első szólóalbuma 1994-ben jelent meg A Thousand Faces címmel. A következő szólóprojektjére több mint tíz évet kellett várni: 2006-ban A Chinese Firedrill név alatt adott ki nagylemezt (Circles).

## Diszkográfia

### Armored Saint
- Armored Saint EP (1983)
- March of the Saint (1984)
- Delirious Nomad (1985)
- Raising Fear (1987)
- Saints Will Conquer (koncertalbum, 1988)
- Symbol of Salvation (1991)
- Revelation (2000)
- Nod to the Old School (válogatás, 2001)
- La Raza (2010)
- Win Hands Down (2015)

### Szólóban
- A Thousand Faces (1994)

### Fates Warning
- A Pleasant Shade of Gray (1997)
- Still Life (koncertalbum, 1998)
- Disconnected (2000)
- FWX (2004)
- Darkness in a Different Light (2013)
- Theories of Flight (2016)

### Tribe After Tribe
- Pearls Before Swine (1997)
- Enchanted Entrance (2002)

### Chroma Key
- Dead Air for Radios (1998)

### Engine
- Engine (1999)
- Superholic (2002)

### Seven Witches
- Passage to the Other Side (2003)
- Deadly Sins (2007)

### John Arch
- A Twist of Fate (2003)
- Sympathetic Resonance (2011)

### OSI
- Free (2006)

### A Chinese Firedrill
- Circles (2006)